# Caligo idomeneus
Caligo idomeneus is een vlinder uit de familie Nymphalidae. De wetenschappelijke naam is gepubliceerd in 1758 door Carl Linnaeus in de tiende editie van Systema naturae.

## Kenmerken
De onderkant van de achtervleugels is gesierd met de kenmerkende uilogen.

## Leefwijze
Beide geslachten drinken het sap van rottende bananen.

## Verspreiding en leefgebied
Deze vlindersoort komt voor in de oerwouden van noordelijk Zuid-Amerika tot Argentinië.

## De rups en zijn waardplanten
De waardplant behoort tot het geslacht Musa. De rups kan veel schade aanrichten op bananenplantages.